# Piercing nasal

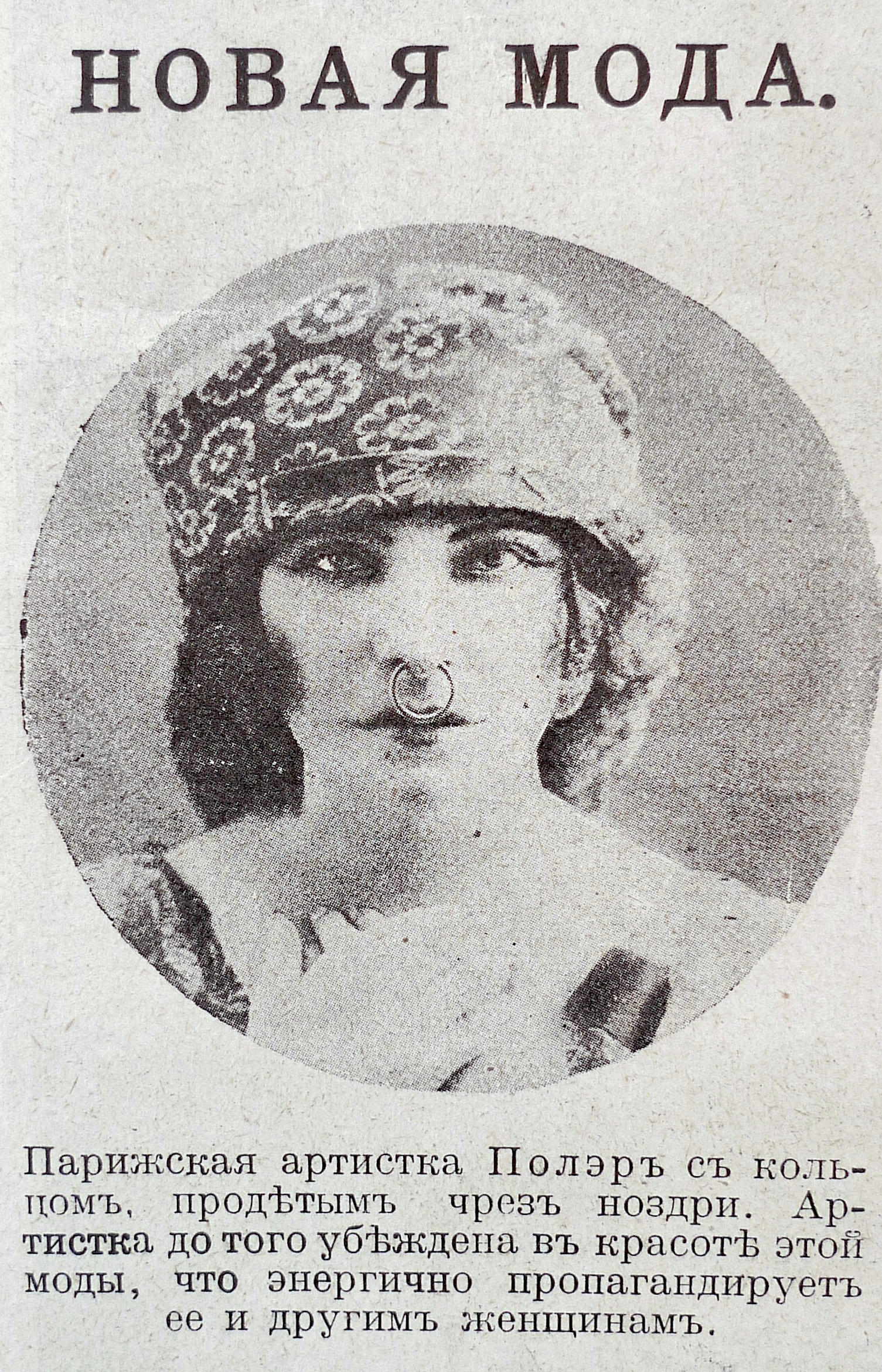
L'artiste française Polaire avec un piercing nasal, Iskry n° 31 en 1913.

Le piercing nasal désigne un ensemble de piercings situés au niveau du nez. On distingue en général trois régions principales pour ce piercing : la narine, le septum nasal, et l'os propre du nez, le piercing de la narine étant aujourd'hui beaucoup plus commun que les deux autres.
Contrairement à de nombreux piercings, le piercing nasal appartient à une ancienne tradition d'origine asiatique et encore pratiquée aujourd'hui. Avec le perçage du lobe de l'oreille et le piercing au nombril, le piercing nasal est l'un des piercings les plus portés aujourd'hui à travers le monde.

## Aspect historique social du piercing nasal

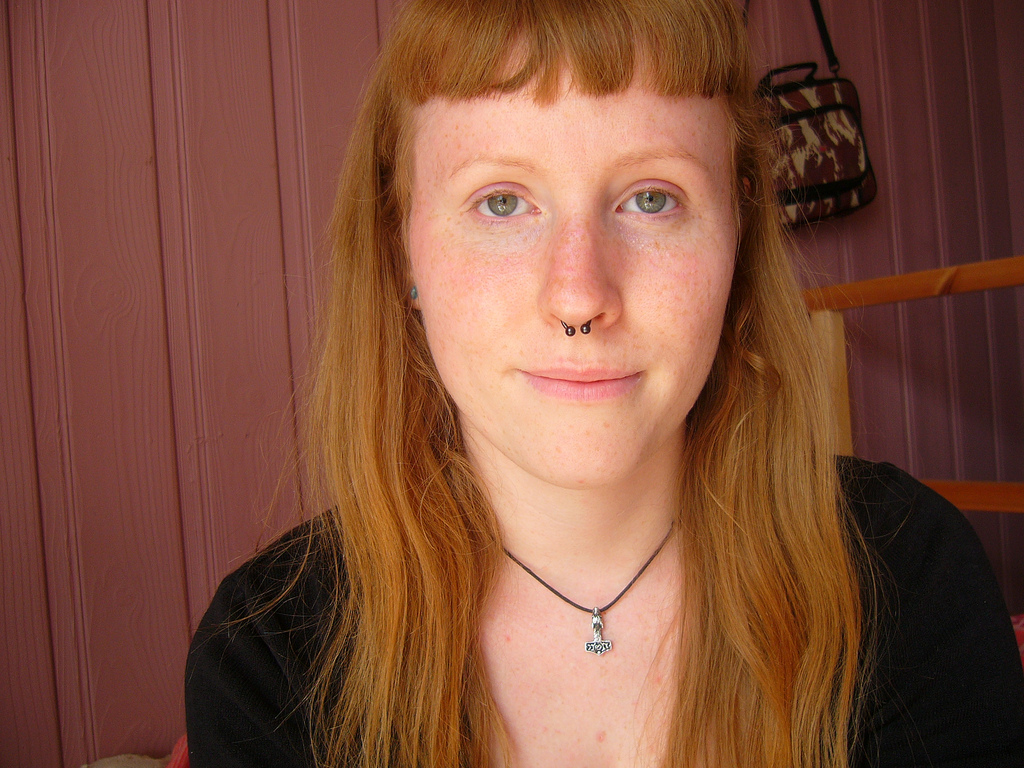
Jeune néerlandaise portant un piercing au septum nasal

Dans la Bible, le livre de la Genèse (24:48), Rebecca reçoit du serviteur d'Abraham deux bracelets et un anneau, le serviteur d'Abraham en mettra un au nez de Rebecca pour la remercier de son service. Un anneau en or, qui n'a pas forcément nécessité de perçage mais qui est un présent de grand prix.  
Aux temps bibliques, les anneaux en or dans le nez étaient à la mode chez les peuples qui ne connaissent pas l'Éternel. Par exemple en Juges 8:24-28, il est question des anneaux de nez récupérés en trophée sur les Ismaélites vaincus. Bien que chez les Ismaélites, les anneaux nasaux semblaient être également portés par des hommes, c'est principalement les femmes qui avaient recours à ce genre de bijoux. Un anneau d'or à la narine ou dans la cloison nasale dénotait une personne cultivée. Prenons le surprennent exemple du choix de l'image prise en Proverbes 11:22 où il est question d' « un anneau en or au groin d'un porc c'est une jolie femme dépourvue de bon sens ». 
À l'occasion d'une tournée, l'actrice française Polaire avait fait une apparition aux États-Unis en 1913 avec un piercing à sa narine gauche. Ce dernier était constitué d'un anneau orné de perles et aurait été adopté par l'actrice en hommage à la culture zoulou. Ce n'est que près de vingt ans plus tard que le piercing nasal se démocratise réellement dans la culture occidentale. Aujourd'hui, ce piercing a atteint une popularité proche de celle du piercing au nombril.

## Emplacement

### Narine

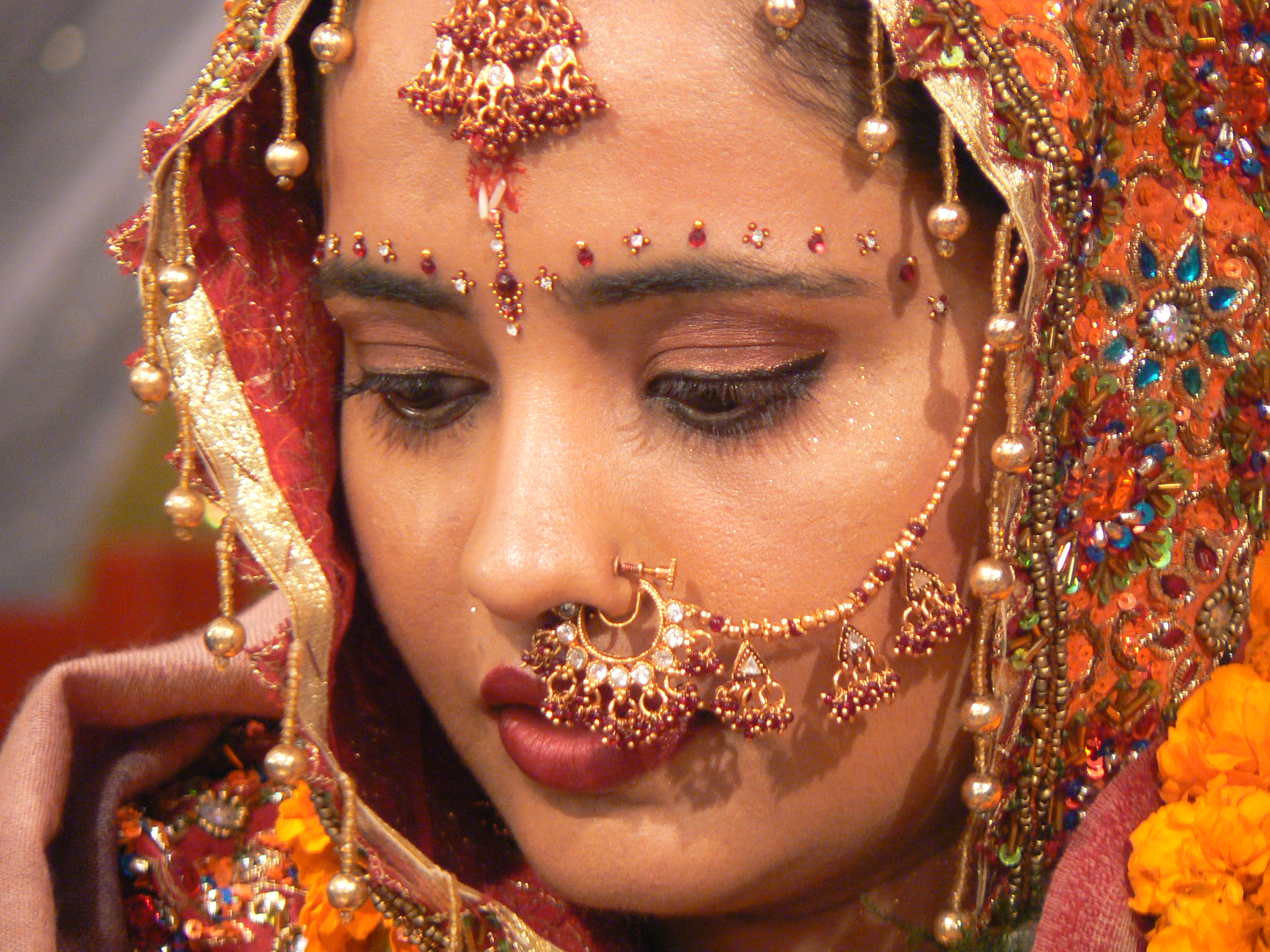
Jeune mariée Indienne portant le traditionnel piercing à la narine.

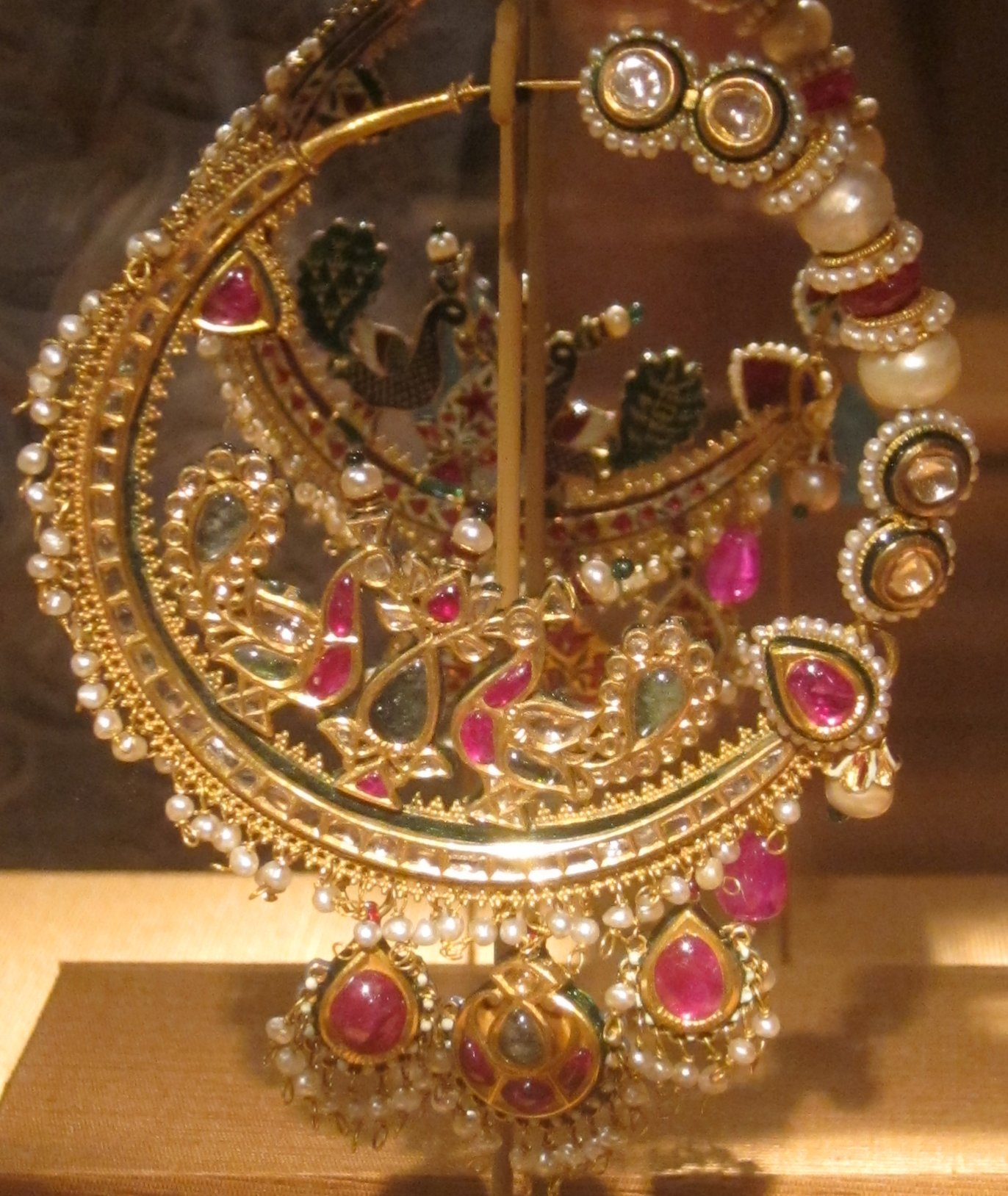
Un bijou de narine datant du début du XXe siècle

Le piercing de la narine est une pratique souvent associée à l'Inde, au Pakistan, au Bangladesh et au Népal et plus généralement à l'Asie du Sud. Ce piercing fait également partie de la culture aborigène d'Australie. Cette pratique a été relativement récemment introduite dans les pays industrialisés de manière analogue à d'autres modifications corporelles d'origines tribales, telles que les écarteurs. C'est après l'avènement de la culture punk — qui avait contribué à la démocratisation de la modification corporelle — que le piercing de la narine est d'adopté par les générations des années 1980-années 1990. Aujourd'hui, le piercing de la narine est un piercing courant aux États-Unis, au Canada, en Europe et en Australie. Les narines gauche et droite sont indifféremment percées et il ne semble pas y avoir de signification particulière quant à la position du piercing.
L'origine de la pratique de ce piercing en Inde est attribuée à la médecine ayurveda. On perce préférentiellement la narine gauche car selon la croyance, cela facilite l'enfantement. En effet, la médecine Ayurveda associe la narine gauche aux organes génitaux féminins. Les piercings sont également considérés en Inde comme une marque de beauté karmique et le piercing du nez souligne en particulier le niveau de richesse élevé de celle qui le porte. Le perçage de la narine en Inde daterait du XVIe siècle et aurait initialement été utilisé pour célébrer Parvati, la déesse du mariage. Aujourd'hui, ce piercing est encore très populaire en Inde et constitue l'un des incontournables de la parure de la fiancée lors du mariage. Dans le Maharastra, les femmes ont pour habitude de porter de très larges anneaux, lesquels recouvrent parfois leur bouche ou leur joue.
Si les Indiennes se font percer uniquement la narine gauche, il est fréquent que les Pachtounes aient les deux percées. Certaines femmes tamoules suivent également les mêmes pratiques. Les bijoux de corps tels que ces piercings peuvent entre autres être utilisés pour payer une sépulture décente si la femme est destinée à périr sans fortune. Cependant, la plupart du temps, ces anneaux sont portés jour et nuit et ne sont pas conçus de manière à être ôtés facilement, ainsi certaines femmes sont enterrées avec leurs bijoux de narine. De plus, les veuves indiennes retirent généralement leurs anneaux de nez en signe de respect pour leur défunt mari.

### Septum

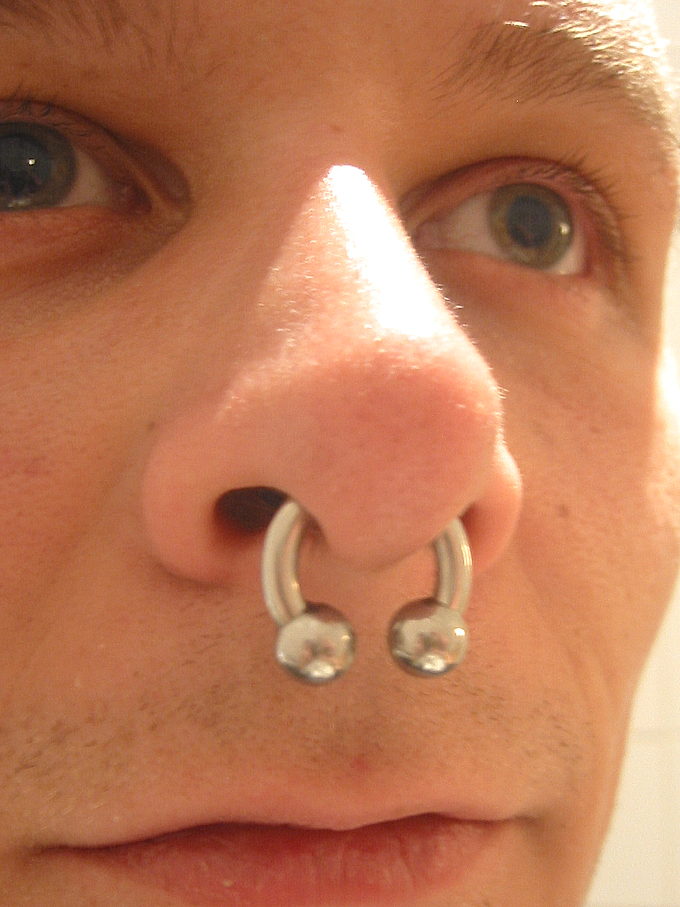
Piercing au septum de diamètre élevé

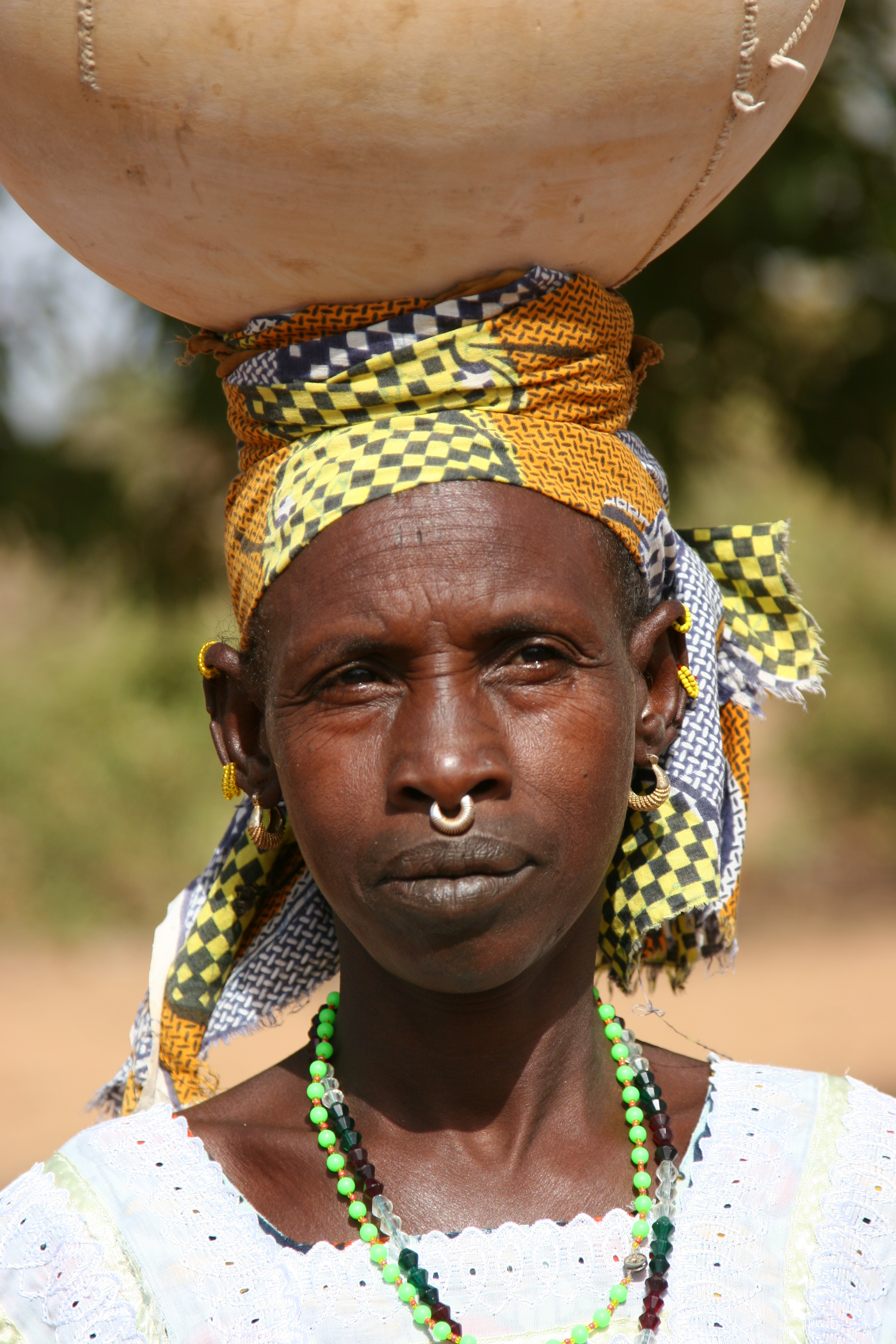
Femme Fulani portant le traditionnel anneau au septum

Le piercing du septum nasal est beaucoup moins commun que le piercing de la narine. Parler de piercing au septum est d'ailleurs peu rigoureux car le septum étant le cartilage constituant la cloison nasale entre les deux narines, ce n'est généralement pas lui qui est percé mais la peau qui le recouvre dans sa partie basse. La plupart du temps, le bijou qui y est inséré mesure 1,6 mm de diamètre, mais il est envisageable d'y pratiquer du stretching — ce qui serait absolument impossible si on perçait réellement le cartilage. Le nez étant richement innervé, ce piercing peut être douloureux, mais, de manière analogue aux autres piercings, la douleur varie d'un individu à un autre. La durée de cicatrisation est moyenne, allant d'un mois et demi à trois mois, contre six semaines pour les lobes de l'oreille et six à neuf mois pour le nombril. 
Le piercing du septum permet le port de plusieurs types de bijoux, parmi lesquels les anneaux à bille captive et les barbells circulaires. 
Les femmes du Bengale portent le nathori en tant qu'attribut de femme mariée. Ce dernier est en général sous la forme d'un anneau en or avec un pendentif en forme de goutte qui peut se déplacer sur l'anneau. Cette tradition est essentiellement conservée parmi les classes les plus basses de la société bangalaise, et on observe un certain glissement vers le piercing de la narine.
Dans le sud du Népal, le piercing du septum est encore très commun. De nombreuses femmes âgées s'ornent de plusieurs piercings nasaux, en général au septum et à la narine gauche. Ces bijoux remplissent essentiellement une fonction sociale, définissant le statut du porteur dans la société, la tribu, voire sa confession religieuse. 
Le piercing du septum a des origines tribales multiples parmi les danseurs indiens, et notamment parmi les Kuchipudi et Bharatnatyam. Certains Indiens d'Amérique portaient également ce genre de piercings, et notamment les Shawnees, les Tecumseh et les Tenskwatawa.

### Bridge

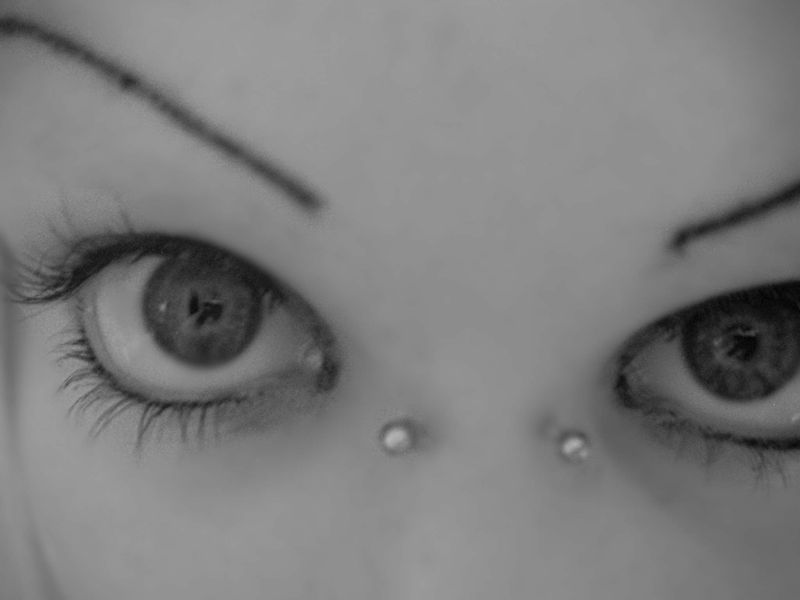
Piercing « bridge », situé au niveau de l'os propre du nez.

Le piercing « bridge » est un piercing de surface inséré dans la peau, au-dessus de l'os propre du nez, entre les yeux. Contrairement aux idées reçues, ce piercing ne traverse jamais l'os, il repose dessus. Ce piercing n'accepte que peu de bijoux, et les barbells courbes sont presque les seuls bijoux pouvant y être insérés. Le port d'un anneau pourrait « a priori » être envisagé, mais il reste cependant très marginal de nos jours. En raison de ses rejets très fréquents, le piercing « bridge » est beaucoup moins répandu que les précédents.

### Nasallang

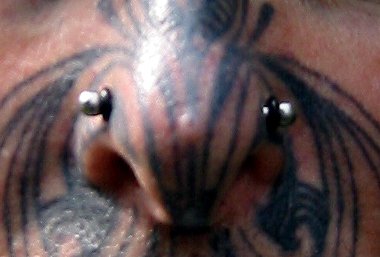
Piercing nasallang

Le piercing nasallang est une association de trois différents piercings : deux piercings aux narines, un de chaque côté, et un septum. Les trois sont placés de sorte qu'ils sont alignés. On peut ainsi y insérer une barre, traversant le nez de part en part. On peut obtenir un résultat esthétique similaire avec deux piercings de narine symétrique.

### Source
- (en) Aglaja Stirn, Body Piercing : Medical Consequences and Psychological Motivations, vol. 361, t. 9364, The Lancet, 5 avril 2003 (ISSN 0140-6736, OCLC 110124046, présentation en ligne, lire en ligne), p. 1205-1215

- (en) Cet article est partiellement ou en totalité issu de l’article de Wikipédia en anglais intitulé « Nose piercing » (voir la liste des auteurs).